# Lewisburg (Ohio)
Lewisburg es una villa ubicada en el condado de Preble en el estado estadounidense de Ohio. En el Censo de 2010 tenía una población de 1820 habitantes y una densidad poblacional de 654,29 personas por km².

## Geografía
Lewisburg se encuentra ubicada en las coordenadas 39°50′42″N 84°32′19″O / 39.84500, -84.53861. Según la Oficina del Censo de los Estados Unidos, Lewisburg tiene una superficie total de 2.78 km², de la cual 2.78 km² corresponden a tierra firme y (0%) 0 km² es agua.

## Demografía
Según el censo de 2010, había 1820 personas residiendo en Lewisburg. La densidad de población era de 654,29 hab./km². De los 1820 habitantes, Lewisburg estaba compuesto por el 97.14% blancos, el 0.22% eran afroamericanos, el 0.27% eran amerindios, el 0.49% eran asiáticos, el 0% eran isleños del Pacífico, el 0% eran de otras razas y el 1.87% pertenecían a dos o más razas. Del total de la población el 0.77% eran hispanos o latinos de cualquier raza.